# كلية لافاييت

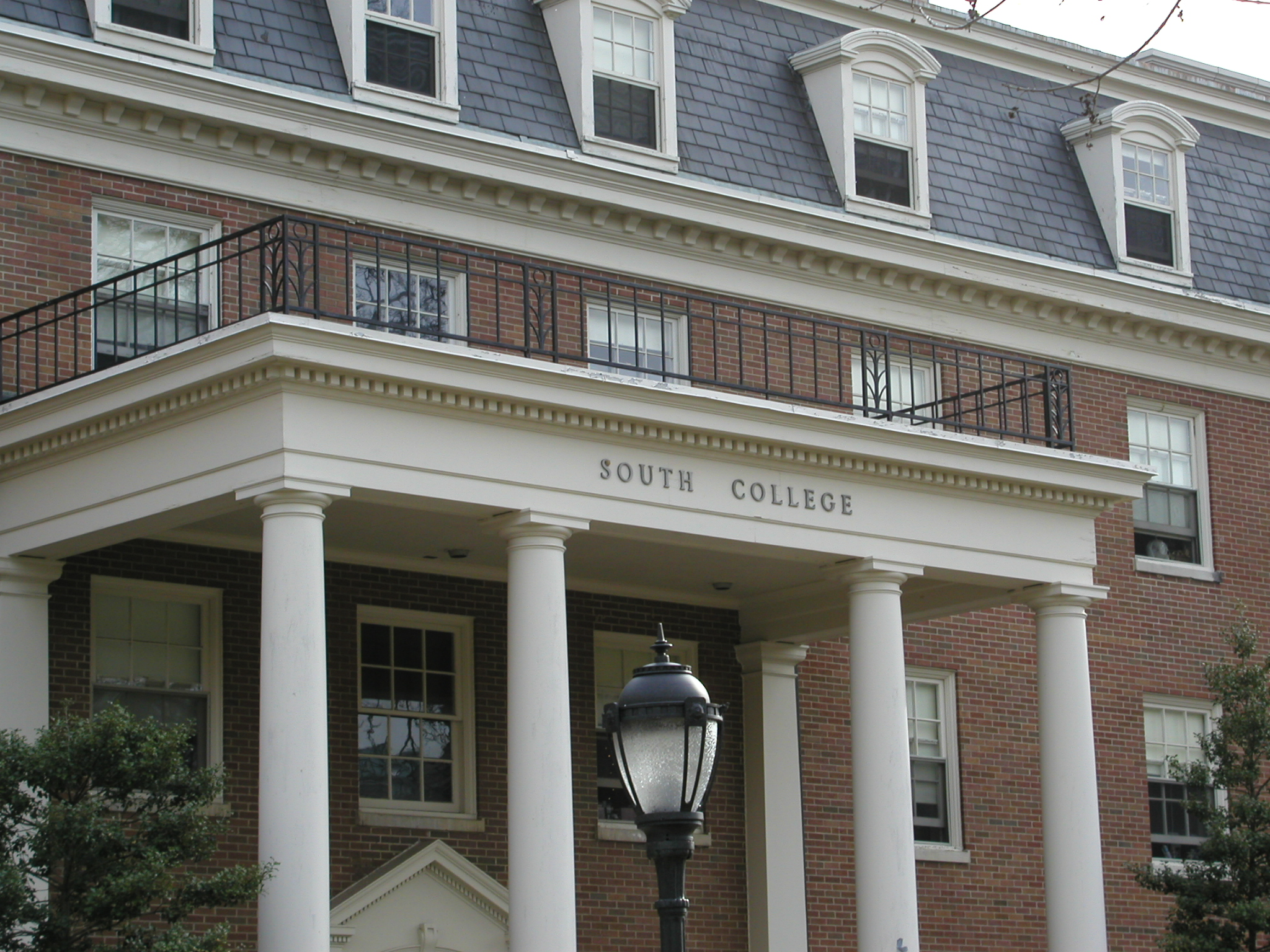

كلية لافاييت (بالإنجليزية: Lafayette College)‏ هي كلية خاصة مختلطة تختص بتدريس الفنون الحرة والهندسة، مقرها مدينة إيستون بولاية بنسلفانيا الأمريكية. أسسها جيمس ماديسون بورتر سنة 1826م، وبدأ مواطنو إيستون دروسهم الأولى بها سنة 1832م. وقد سميت الكلية بهذا الاسم نسبة إلى الجنرال الفرنسي لافاييت، الذي زار البلاد عامي 1824 و1825م، «تقديرًا لمواهبه، وفضائله، وخدماته الجليلة لقضية الحرية العظيمة».